# Wispertalsteig
Der Wispertalsteig (Eigenschreibweise WispertalSteig) ist ein 15 km langer Rundwanderweg am Rande des Naturparks Rhein-Taunus zwischen dem Luftkurort Espenschied (Lorch) und der Wisper.
Er wurde im Jahre 2009 durch den Verkehrs- und Heimatverein Espenschied e.V. ins Leben gerufen.
2010 hat das Deutsche Wanderinstitut in Marburg dem Wispertalsteig das „Deutsche Wandersiegel Premiumweg“ verliehen.

## Beschreibung

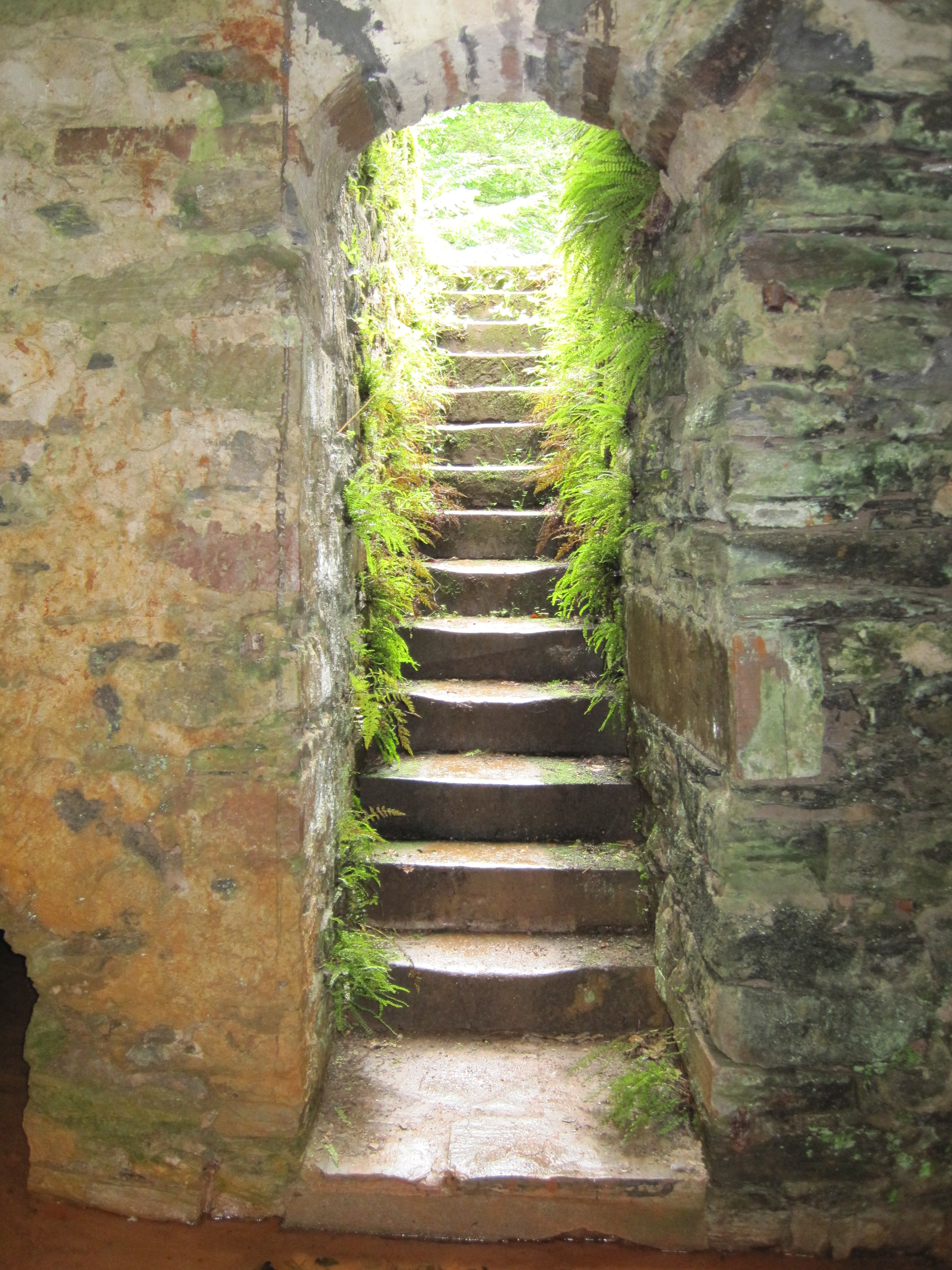
Aufstieg von der Brunnenstube des Werkerbrunnen

Startpunkt für die Wanderung ist der Luftkurort Espenschied. Von dort kann der Weg in ganzer Länge begangen werden (weißes W auf blauem Grund) oder durch einen Teilungspunkt in jeweils zwei Hälften (Zuweg: weißes W auf gelben Grund). Die Länge des Zuweges beträgt 1,5 km.
Einen alternativen Startpunkt bietet der Parkplatz „Laukenmühle“ (nicht zu verwechseln mit dem Parkplatz der gleichnamigen Gastronomie) an der Wispertalstraße L 3033, der auch mit öffentlichen Verkehrsmitteln gut zu erreichen ist.
Der Weg führt über verschiedene Höhen mit Fernblicken auf den Großen Feldberg, den Soonwald, die Ruine Rheinberg bis hin zu den Tälern des Werkerbaches und der Wisper. 
Im Wispertal befinden sich neben der typischen Forellenzucht auch die unter Denkmalschutz stehenden Reste des Reichsarbeitsdienstlagers (RAD) 5/257 „Gottfried Keller“.

## Anschlüsse an Fernwanderwege
Es gibt Anschlüsse an den Wisperwanderweg und den Hessenweg 4.

## Karten
- Topographische Freizeitkarte Unesco-Welterbe Oberes Mittelrheintal 3. Rüdesheim-Bingen. 1:25 000 beim Landesvermessungsamt Rheinland-Pfalz
- Wegverlauf auf OpenStreetMap-Karte mit Download der GPS-Daten